# Joan Feigenbaum
Joan Feigenbaum (Brooklyn, 1958) é uma cientista da computação teórica com formação em matemática. É Professora da Cátedra Grace Murray Hopper de Ciência da Computação da Universidade Yale.

## Educação e carreira
Feigenbaum concluiu a graduação em matemática na Universidade Harvard. Tornou-se interessada em computadores durante o Programa de Pesquisas de Verão do Bell Labs da AT&T entre seus anos júnior sênior. Obteve um PhD em ciência da computação na Universidade Stanford, orientada por Andrew Chi-Chih Yao, enquanto trabalhava nos verões no Bell Labs. Após o doutorado trabalhou no Bell Labs. Tornou-se Hopper Professor em Yale em 2008.

## Família
É casada com Jeffrey Nussbaum. O casal tem um filho, Sam Baum. Baum foi escolhido como sobrenome do filho como o maior sufixo comum de Feigenbaum e Nussbaum.
Foi palestrante convidada do Congresso Internacional de Matemáticos em Berlim (1998: Games, Complexity, and Approximation Algorithms).